# Campioni italiani assoluti di atletica leggera - 3000 metri siepi maschili
Questa pagina raccoglie un elenco di tutti i campioni italiani dell'atletica leggera nella specialità dei 3000 metri siepi, presente nel programma dei campionati italiani assoluti dal 1923. Da allora ha continuato a far parte del programma della competizione, senza interruzioni.

## Albo d'oro

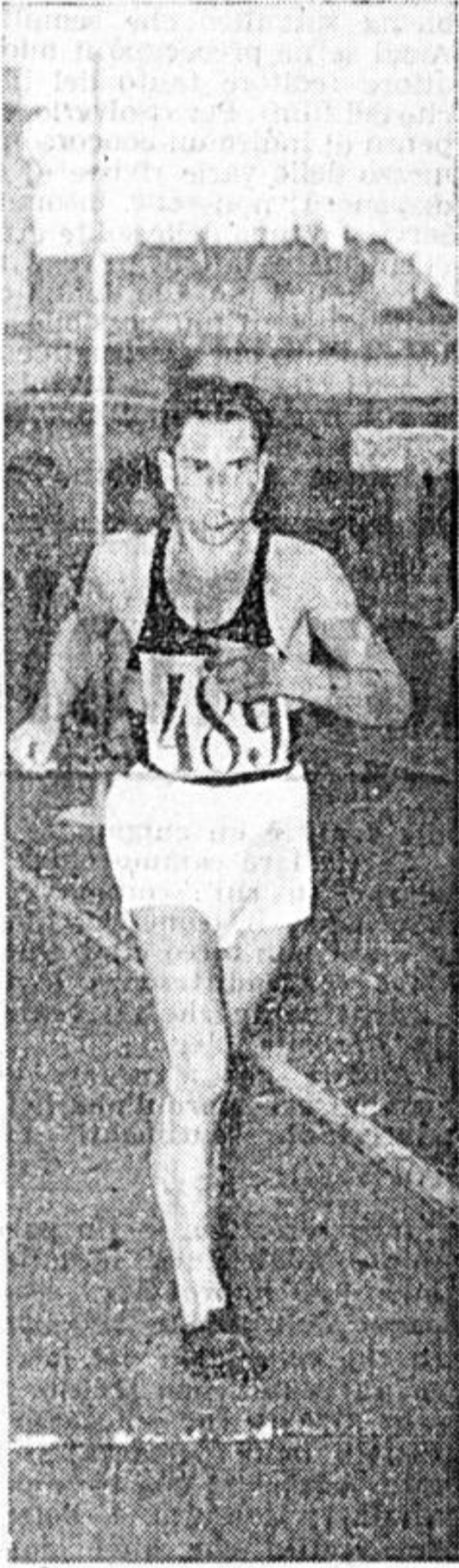
Valentino Mansutti, campione italiano nel 1955

| Anno | Atleta (società)                                    | Prestazione  |
| ---- | --------------------------------------------------- | ------------ |
| 1923 | Ernesto Ambrosini ?                                 | 9'43"0(m)    |
| 1924 | Antenore Negri Atletica Forti e Liberi              | 10'11"3/5(m) |
| 1925 | Antenore Negri Atletica Forti e Liberi              | 10'22"3/5(m) |
| 1926 | Nello Bartolini ?                                   | 10'18"0(m)   |
| 1927 | Nello Bartolini ?                                   | 10"01'0(m)   |
| 1928 | Angelo Davoli ?                                     | 10'09"1/5(m) |
| 1929 | Giuseppe Venutri ?                                  | 11'39"3/5(m) |
| 1930 | Angelo Davoli ?                                     | 10'15"4/5(m) |
| 1931 | Nello Bartolini ?                                   | 9'54"0(m)    |
| 1932 | Nello Bartolini ?                                   | 9'37"1/5(m)  |
| 1933 | Giuseppe Lippi ASSI Giglio Rosso                    | 10'30"2/5(m) |
| 1934 | Nello Bartolini ?                                   | 9'45"4(m)    |
| 1935 | Giuseppe Lippi ASSI Giglio Rosso                    | 9'35"6(m)    |
| 1936 | Giuseppe Lippi ASSI Giglio Rosso                    | 9'34"6(m)    |
| 1937 | Ilario Ugolini ?                                    | 9'35"4(m)    |
| 1938 | Ferdinando Migliaccio ?                             | 9'40"3/5(m)  |
| 1939 | Candido Parodi ?                                    | 9'37"3/5(m)  |
| 1940 | Giuseppe Lippi ASSI Giglio Rosso                    | 10'15"4(m)   |
| 1941 | Giovanni Cultrone Gruppo Sportivo Baracca Milano    | 9'36"6(m)    |
| 1942 | Carlo Bertocchi ?                                   | 9'32"0(m)    |
| 1946 | Renato Colosio ?                                    | 10'23"6(m)   |
| 1947 | Ilario Ugolini ?                                    | 9'55"6(m)    |
| 1948 | Giuseppe Lippi ASSI Giglio Rosso                    | 9'38"0(m)    |
| 1949 | Ferdinando Migliaccio ?                             | 10'01"2(m)   |
| 1950 | Ilario Zanatta ?                                    | 9'49"6(m)    |
| 1951 | Vittorio Maggioni ?                                 | 9'48"6(m)    |
| 1952 | Vittorio Maggioni ?                                 | 9'54"1(m)    |
| 1953 | Ivo Palleri Unione Sportiva Aterno Pescara          | 10'03"0(m)   |
| 1954 | Vittorio Maggioni ?                                 | 9'32"0(m)    |
| 1955 | Valentino Mansutti ?                                | 10'03"5(m)   |
| 1956 | Vincenzo Leone ?                                    | 9'43"6(m)    |
| 1957 | Vincenzo Leone ?                                    | 9'34"8(m)    |
| 1958 | Alfredo Rizzo Atletica Riccardi                     | 9'15"6(m)    |
| 1959 | Onofrio Costa ?                                     | 9'21"5(m)    |
| 1960 | Franco Volpi ?                                      | 9'16"3(m)    |
| 1961 | Gianfranco Sommaggio ?                              | 9'14"4(m)    |
| 1962 | Gianfranco Sommaggio ?                              | 9'19"5(m)    |
| 1963 | Alfredo Rizzo Atletica Riccardi                     | 9'07"5(m)    |
| 1964 | Alfredo Rizzo Atletica Riccardi                     | 9'04"0(m)    |
| 1965 | Massimo Begnis Atletica Valle Brembana              | 8'53"2(m)    |
| 1966 | Massimo Begnis Atletica Valle Brembana              | 9'05"2(m)    |
| 1967 | Giovanni Pizzi ?                                    | 8'57"4(m)    |
| 1968 | Brunello Bertolin ?                                 | 8'53"6(m)    |
| 1969 | Umberto Risi CUS Roma                               | 8'49"0(m)    |
| 1970 | Umberto Risi CUS Roma                               | 8'42"2(m)    |
| 1971 | Francesco Valenti ?                                 | 8'41"6(m)    |
| 1972 | Franco Fava Gruppi Sportivi Fiamme Gialle           | 8'48"6(m)    |
| 1973 | Franco Fava Gruppi Sportivi Fiamme Gialle           | 8'40"8(m)    |
| 1974 | Franco Fava Gruppi Sportivi Fiamme Gialle           | 8'35"65      |
| 1975 | Franco Fava Gruppi Sportivi Fiamme Gialle           | 8'28"4(m)    |
| 1976 | Roberto Volpi FIAT Torino                           | 8'45"0(m)    |
| 1977 | Roberto Volpi FIAT Torino                           | 8'44"8       |
| 1978 | Roberto Volpi FIAT Torino                           | 8'30"3       |
| 1979 | Mariano Scartezzini ?                               | 8'30"0       |
| 1980 | Roberto Volpi FIAT Torino                           | 8'35"2       |
| 1981 | Mariano Scartezzini ?                               | 8'37"15      |
| 1982 | Luciano Carchesio ?                                 | 8'35"83      |
| 1983 | Mariano Scartezzini ?                               | 8'36"26      |
| 1984 | Franco Boffi Pro Patria Milano                      | 8'35"51      |
| 1985 | Francesco Panetta Pro Patria Milano                 | 8'21"60      |
| 1986 | Alessandro Lambruschini Gruppo Sportivo Fiamme Oro  | 8'33'14      |
| 1987 | Alessandro Lambruschini Gruppo Sportivo Fiamme Oro  | 8'19"17      |
| 1988 | Francesco Panetta Pro Patria Milano                 | 8'21"45      |
| 1989 | Angelo Carosi Gruppo Sportivo Forestale             | 8'33"33      |
| 1990 | Alessandro Lambruschini Gruppo Sportivo Fiamme Oro  | 8'22"32      |
| 1991 | Angelo Carosi Gruppo Sportivo Forestale             | 8'39"15      |
| 1992 | Alessandro Lambruschini Gruppo Sportivo Fiamme Oro  | 8'28"20      |
| 1993 | Gianni Crepaldi Gruppo Podistico Porto Tolle        | 8'29"25      |
| 1994 | Alessandro Lambruschini Gruppo Sportivo Fiamme Oro  | 8'28"89      |
| 1995 | Alessandro Briana Gruppo Sportivo Fiamme Oro        | 8'34"72      |
| 1996 | Alessandro Lambruschini Gruppo Sportivo Fiamme Oro  | 8'19"18      |
| 1997 | Daniele Bianchini Polisportiva Roma XIII            | 8'41"97      |
| 1998 | Angelo Iannelli Gruppo Sportivo Fiamme Azzurre      | 8'42"30      |
| 1999 | Stefano Ciallella ?                                 | 8'37"18      |
| 2000 | Luciano Di Pardo Nuova Atletica Isernia             | 8'29"91      |
| 2001 | Giuseppe Maffei Atletica Cento Torri Pavia          | 8'43"04      |
| 2002 | Angelo Iannelli Gruppo Sportivo Fiamme Azzurre      | 8'33"65      |
| 2003 | Angelo Iannelli Gruppo Sportivo Fiamme Azzurre      | 8'31"96      |
| 2004 | Angelo Carosi Gruppo Sportivo Forestale             | 8'38"40      |
| 2005 | Yuri Floriani Gruppi Sportivi Fiamme Gialle         | 8'44"08      |
| 2006 | Angelo Iannelli Gruppo Sportivo Fiamme Azzurre      | 8'48"75      |
| 2007 | Yuri Floriani Gruppi Sportivi Fiamme Gialle         | 8'43"84      |
| 2008 | Yuri Floriani Gruppi Sportivi Fiamme Gialle         | 8'44"93      |
| 2009 | Matteo Villani Centro Sportivo Carabinieri          | 8'38"19      |
| 2010 | Yuri Floriani Gruppi Sportivi Fiamme Gialle         | 8'36"22      |
| 2011 | Yuri Floriani Gruppi Sportivi Fiamme Gialle         | 8'37"66      |
| 2012 | Matteo Villani Centro Sportivo Carabinieri          | 8'54"93      |
| 2013 | Jamel Chatbi Atletica Riccardi                      | 8'40"76      |
| 2014 | Patrick Nasti Gruppi Sportivi Fiamme Gialle         | 8'42"91      |
| 2015 | Jamel Chatbi Atletica Riccardi                      | 8'30"35      |
| 2016 | Yuri Floriani Gruppi Sportivi Fiamme Gialle         | 8'30"03      |
| 2017 | Ala Zoghlami CUS Palermo                            | 8'36"42      |
| 2018 | Leonardo Feletto Atletica Mogliano                  | 8'34"17      |
| 2019 | Ahmed Abdelwahed Gruppi Sportivi Fiamme Gialle      | 8'31"56      |
| 2020 | Ala Zoghlami Gruppo Sportivo Fiamme Oro             | 8'26"22      |
| 2021 | Ala Zoghlami Gruppo Sportivo Fiamme Oro             | 8'17"65      |
| 2022 | Leonardo Feletto Atletica Mogliano                  | 8'30"06      |
| 2023 | Ala Zoghlami Gruppo Sportivo Fiamme Oro             | 8'30"97      |
| 2024 | Yassin Bouih Gruppi Sportivi Fiamme Gialle          | 8'21"00      |
| 2025 | Osama Zoghlami Centro Sportivo Aeronautica Militare | 8'24"80      |